# Friedrich Sarow
Friedrich Sarow (* 25. Februar 1905 in Wallmow, Uckermark, Provinz Brandenburg; † 19. Juli 1983 in Schruns, Österreich) war ein deutscher Wirtschaftsjournalist in Weimar und West-Berlin.

## Leben
Friedrich Sarow studierte nach der Erlangung der Hochschulreife Nationalökonomie. 1937 wurde er an der Universität Frankfurt am Main zum Doktor promoviert.  Danach arbeitete er  als Redakteur beim Frankfurter Verlag. 
Nach 1939 war Sarow in einer Abteilung der Reichsverwaltung in Weimar und 1944 beim Auswärtigen Amt angestellt.
1945 trat Friedrich Sarow in den Bund demokratischer Sozialisten (BDS) und in die SPD in Thüringen ein. Im Herbst wurde er mitverantwortlicher Redakteur der neuen SPD-Tageszeitung „Tribüne“ in Weimar. 1946 wurde er  Mitglied der SED und stellvertretender Chefredakteur der neuen SED-Zeitung  Thüringer Volk.
Nachdem die von Ulbricht herausgegebene Linie zu Wirtschaftsfragen, die sich eng an das sowjetische Modell anlehnte, auch auf Thüringen übertragen werden sollte, verließ Sarow die Sowjetische Besatzungszone. In West-Berlin leitete er danach den Wirtschaftsteil der Tageszeitung Telegraf, die der SPD nahestand.

## Veröffentlichungen (Auswahl)
Friedrich Sarow schrieb zahlreiche Artikel in verschiedenen Zeitungen, vor allem zu Wirtschaftsthemen. Daneben veröffentlichte er in Fachzeitschriften seine Positionen zu Fragen der Wirtschaftsstruktur. 
- Offenmarktpolitik zur Konjunkturregelung. Erfahrungen in England, den Vereinigten Staaten und in Deutschland, Duncker & Humblot, München 1937, Dissertation
- Dividendenbegrenzung und Kapitalsausgleich, in  Die Wirtschaftskunde Band 20, 1941, 1, S. 187.
- Von der Kriegsproduktion zur Friedenswirtschaft, Thüringer Volksverlag, Weimar [1946]